# Partit Aliança Democràtica
 Partit Aliança Democràtica (albanès Partia Aleanca Demokratike) és un partit polític d'Albània fundat el 1992 per Neritan Ceka com a escissió del Partit Democràtic d'Albània per oposar-se al govern autocràtic de Sali Berisha.
A les eleccions legislatives albaneses de 1997 va obtenir 2 escons i participà en el govern de coalició de Fatos Nano. A les eleccions legislatives albaneses de 2001 va obtenir el 2,4% dels vots i 3 escons, i a les eleccions de 2005 va tornar a treure 3 escons. Per contra, a les eleccions legislatives albaneses de 2009 formà part de la coalició Aliança pels Canvis (Aleanca për Ndryshim), però només va obtenir el 0,31% i cap escó.

## Resultats electorals

### Eleccions legislatives
| Any  | Vots   | %         | Escons  | +/– | Govern            |
| ---- | ------ | --------- | ------- | --- | ----------------- |
| 1996 | 25,679 | 1.52 (#8) | 0 / 140 | 6   | Extraparlamentari |
| 1997 | 35,598 | 2.72 (#5) | 2 / 140 | 2   | Coalició          |
| 2001 | 34,262 | 2.61 (#6) | 3 / 140 | 1   | Coalició          |
| 2005 | 65,093 | 4.76 (#8) | 3 / 140 | =   | Oposició          |
| 2009 | 4,682  | 0.31 (#)  | 0 / 140 | 3   | Extraparlamentari |
| 2013 | 1,384  | 0.08 (#)  | 0 / 140 | =   | Extraparlamentari |
| 2017 | 547    | 0.03 (#)  | 0 / 140 | =   | Extraparlamentari |